# 핀랸츠키역
핀랸츠키역(러시아어: Финляндский вокзал, ‘핀란드 역’)은 상트페테르부르크의 역으로, 레닌광장 5번가(площадь Ленина, 5)에 위치해 있다.

## 역사
핀랸츠키 역은 1870년 핀란드 국영철도가 세운 것으로, 헬싱키와 상트페테르부르크를 잇는 철도의 종점이었다. 건축가는 표트르 쿠핀스키(Пётр Станиславович Купинский)였고, 1870년 완공하여 영업을 시작했다.
러시아 혁명 이후 이 역은 핀란드 안에 있는 러시아 소유 건물과 맞교환을 당하여 러시아 소유가 되었다. 핀랸츠키 역은 블라디미르 레닌이 스위스 망명 생활을 마치고 1917년 4월 3일(구력) ‘봉인 열차’를 타고 러시아로 돌아온 곳이었기 때문에, 소비에트는 이를 기념하기 위해 역 앞 광장을 레닌 광장으로 이름지었다.
핀랸츠키 역에 위치한 한 오래된 건축물은 1926년에 설치되었다. 역은 1943년 2월 7일에 레닌그라드 봉쇄대가 당시 상트페테르부르크를 포위했을 때, 식료품을 나르는 유일한 곳이었다.
1950년대에는 역이 새롭게 개조되었다(건축가 P.A 아샤스틴(П. А. Ашастин), H. V. 바라노프(Н. В. Баранов), 야.N. 루킨(Я. Н. Лукин), 기술자 I. A. 리빈(И. А. Рыбин)이 맡음). 중앙의 노비 파사트(новый фасад)과 주변의 건축물은 역사적인 가치를 지닌 것들이다. 새 역은 1960년 6월 4일에 개통되었다. 금으로 지어진 중앙의 플랫폼은 철근 콘크리트로 지어졌다. 핀랸츠키 역 플랫폼에 있는 기관차 № 293는, 1917년 당시 레닌이 핀란드와의 화해로 선물한 것이었다. 핀랸츠키 역에서 출발하는 열차는 북동쪽과 북쪽으로 떠난다.